# Çatallıkarakoyunlu, Delice
Çatallıkarakoyunlu là một xã thuộc huyện Delice, tỉnh Kırıkkale, Thổ Nhĩ Kỳ. Dân số thời điểm năm 2010 là 74 người.